# Djurgårds naturreservat
Djurgårds naturreservat är ett naturreservat i Ekerö kommun i Stockholms län.
Området är naturskyddat sedan 1967 och är 7 hektar stort. Reservatet omfattar två större skogbevuxna åkerholmar i ett öppet odlingslandskap.  Reservatet består av tät buskvegetation och en del ek.